# Franz de Paula Adam von Waldstein
Franz de Paula Adam Norbert Wenzel Ludwig Valentin von Waldstein (Wenen, 14 februari 1759 – Litvínov (Duits: Oberleutensdorf) (Bohemen), 24 mei 1823) was een Oostenrijkse militair, natuurwetenschapper en botanicus.

## Leven en werk
Graaf Franz de Paula Adam von Waldstein was de derde zoon van graaf Emanuel Philibert von Waldstein-Wartenberg (1731–1775) en Maria Anna Theresia von Liechtenstein.
Zijn jongere broer graaf Ferdinand Ernst von Waldstein (1762–1823) is bekend als de mecenas van Ludwig van Beethoven.
Franz was getrouwd met Carolina Ferdinandi (1777–1844). Als militair nam hij deel aan de Habsburgse campagnes tegen het Ottomaanse rijk en Rusland.
Vanaf 1789 legde hij zich toe in de plantkunde en reisde met Pál Kitaibel door Hongarije. Samen het hem schreef hij een werk over de botanie van Hongarije: Descriptiones et icones plantarum rariorum Hungariae (M. A. Schmidt, Wenen, drie delen, 1802–1812).
In 1814 werd hij lid van de Beierse academie van wetenschappen.
Het plantengeslacht Waldsteinia van de rozenfamilie (Rosaceae) is naar hem genoemd door Carl Ludwig von Willdenow. Ook is er een klokjesbloem naar hem vernoemd: Campanula waldsteiniana.